# شهرستان ژیزدرینسکی
شهرستان ژیزدرینسکی (به لاتین: Zhizdrinsky District) یک شهرستان در روسیه است که در استان کالوگا واقع شده‌است.